# آتش‌سوزی ۲۰۱۸ باکو
آتش‌سوزی ۲۰۱۸ باکو روز جمعه ۲ مارس در پایتخت جمهوری آذربایجان در یک مرکز بازپروری معتادان رخ داد و باعث کشته شدن ۲۴ نفر گردید.

## شرح حادثه

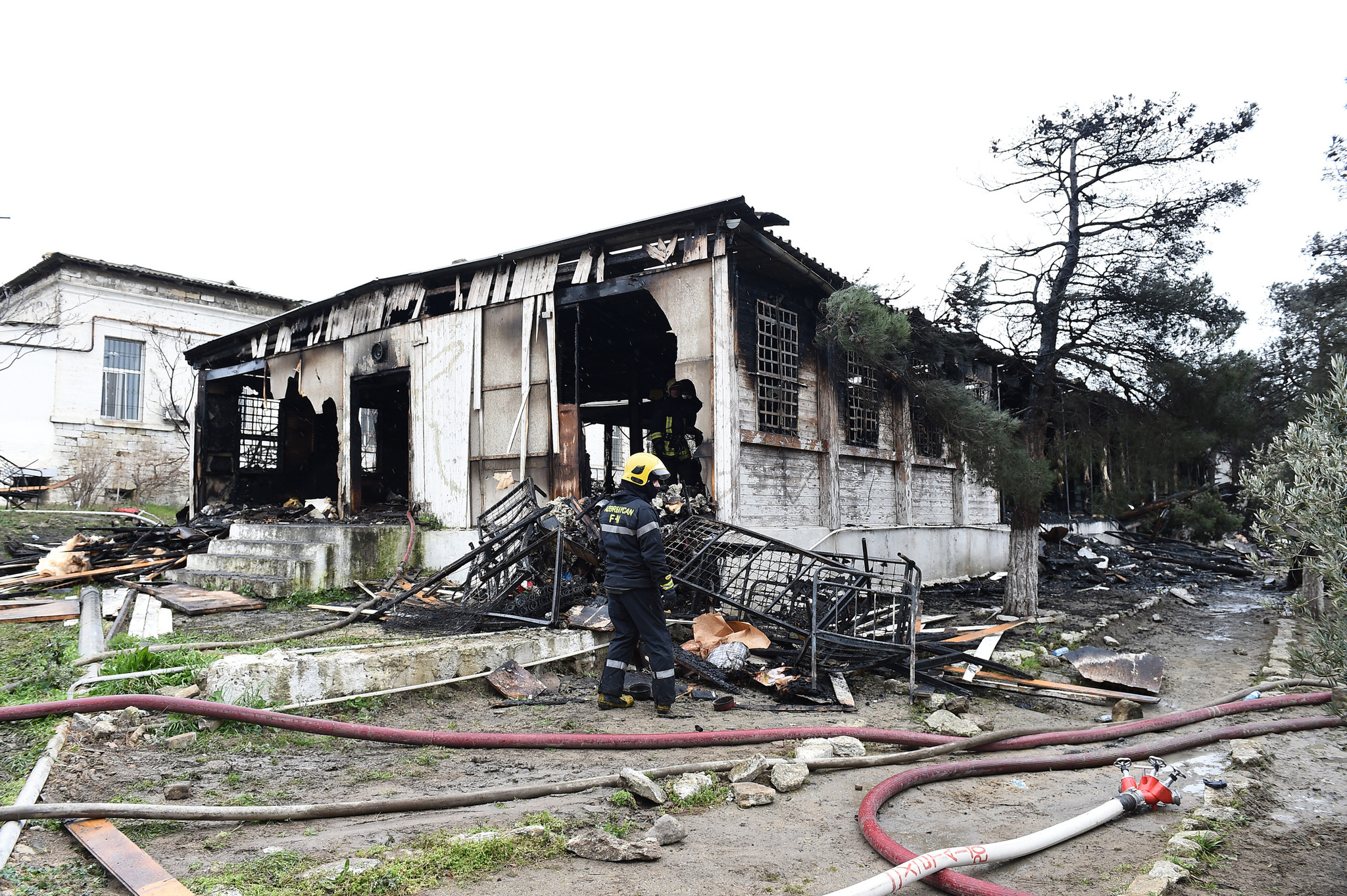

روز جمعه ۲ مارس ۲۰۱۸ آتش‌سوزی در یک مرکز بازپروری معتادان در باکو پایتخت جمهوری آذربایجان به وقوع پیوست که بعد از سه ساعت از شروع آتش‌سوزی مأموران آتش‌نشانی توانستند آنرا خاموش کنند.

## تلفات
در آتش‌سوزی مرکز بازپروری معتادان در باکو ۲۴ نفر جان خود را از دست دادند و ۳۱ نفر نجات یافتند. تعدادی از نجات یافتگان زخمی شدند که به بیمارستان منتقل شدند.

## علت
مقامات آذربایجانی گفتند که اختلال در شبکه برق ساختمان به عنوان منشأ احتمالی آتش‌سوزی می‌باشد.

## واکنش‌ها
- مقامات بلندپایه جمهوری آذربایجان از جمله کمال‌الدین حیدرف، وزیر امور اضطراری و اورژانس، رامیل اوسوبوف، وزیر کشور و علی حسن‌اف معاون نخست‌وزیر برای بازدید به محل حادثه رفته‌اند.[۴]